# Бабье (озеро, Карелия)
Бабье — озеро на территории Поповпорожского сельского поселения Сегежского района Республики Карелии.

## Общие сведения
Площадь озера — 2,9 км², площадь водосборного бассейна — 35,6 км². Располагается на высоте 89,3 метров над уровнем моря.
Форма озера лопастная, продолговатая: вытянуто с северо-запада на юго-восток. Берега сильно изрезанные, преимущественно заболоченные.
Озеро соединяется протокой с Линдозером, через которое протекает река Сегежа, впадающая в Выгозеро.
В озере не менее десятка безымянных островов различной площади, однако их количество может варьироваться в зависимости от уровня воды.
С запада от озера проходит железнодорожная линия Санкт-Петербург — Мурманск.
Код объекта в государственном водном реестре — 02020001211102000007900.